# Station Huriel
Station Huriel is een spoorwegstation in de Franse gemeente Huriel.